# 澳門新時代公共汽車

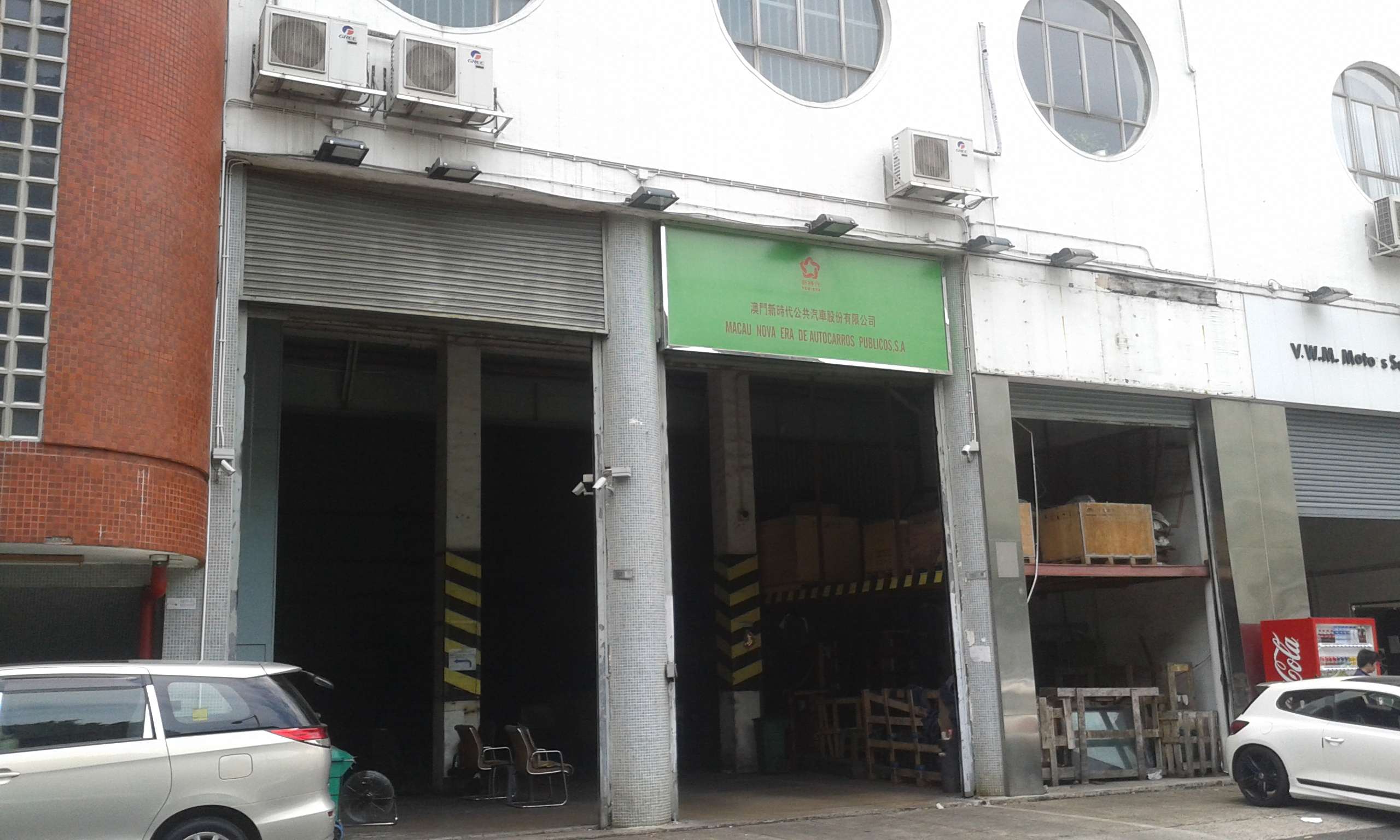
新時代北安巴士維修中心

澳門新時代公共汽車股份有限公司（葡萄牙語：Macau Nova Era de Autocarros Públicos , SA），簡稱新時代、New Era及Nova Era，成立於2014年4月30日，並於2014年7月1日起承接已破產的巴士公司維澳蓮運的資產和路線，成為澳門特別行政區第四間且經營最多路線的營運巴士公司。2018年8月1日，新時代所有巴士路線改由澳巴營運。2020年6月16日，新時代改組成澳門新時代出租汽車股份有限公司 ，管理澳門的士的出租車輛業務。

## 公司簡介
新時代標志總體是星星形狀的環圍，顏色選用與南光、中旅同色系的中國紅，識別度高。紅色屬中國文化常用色系、有興旺、吉祥、平安、和諧的內在意思。圖案內環呈白色色條環繞連成，勾勒出中心白色五角星，五個邊代表安全、服務、尊重、環保和可持續的企業發展理念，意蘊八方平穩，優質服務；轉動的星星，涵義前程似錦，從舊星到新星的轉變，意味著新歷程，新時代，新發展。

### 股東
澳門公共汽車股份有限公司：50%

澳門汽車綜合服務股份有限公司：49.99%

南光實業有限公司：1股

### 公司業績
| 年份                    | 營業總額（澳門幣） |
| ----------------------- | ------------------ |
| 2016年全年              |                    |
| 2015年全年              | 13,186,745         |
| 2014年4月30日至12月31日 | -1,455,685         |

## 歷史

### 2014年
- 5月30日

政府公報刊登行政長官於5月30日發出之《第26/2014號行政命令》，授予運輸工務司司長劉仕堯一切所需權力，以便以立約人身份，代表澳門特別行政區與澳門新時代公共汽車股份有限公司簽署有關道路集體客運公共服務——第2標段及第5標段批給合同的公證合同。
- 6月10日

特區政府與澳門新時代公共汽車股份有限公司簽署有關道路集體客運公共服務—第2標段及第5標段批給合同的公證合同。新時代巴士於下午四時半在萬豪軒酒家舉行新聞發佈會。
- 7月1日

澳門新時代公共汽車股份有限公司投入營運，承接原維澳蓮運營運的27條巴士路線，為期3年。
- 8月10日

新增71路線，由亞馬喇前地來往澳大橫琴總站。
- 9月

澳門新時代公共汽車股份有限公司員工成立新時代公共汽車職工會。
- 10月

購入25台宇通ZK6128HGE低地台大巴(5001-5025)，並於2015年1月正式投入服務。
- 10月15日

新增59快線，由聯生圓形地來往關閘總站。
- 12月6日

新增55快線，由石排灣總站來往媽閣、司打口。
- 12月18日

配合新通關安排，新增N4夜間路線，由筷子基北灣來往跨境工業區。並延長1、3、3A、10、10B、18、27、30路線服務時間，調整21A、50路線停靠路氹邊檢大樓巴士站時間。
- 12月23日

開設Facebook專頁，稱希望與市民溝通和分享，共同改善澳門的公交服務。澳門新時代公共汽車股份有限公司 Facebook 專頁 （页面存档备份，存于）

### 2015年
- 1月

購入2台日本三菱L300輕型客貨車，以配合後勤業務所需。
- 1月23日

首次巴士服務評鑑分數結果為65.5分。
- 2月1日

表示2015年爭取巴士服務評鑑制度提升至70分，班次達標率實現到100%，以及事故發生率下降10%。
- 2月14日

調整3X路線，增設亞馬喇前地往關閘服務。
- 4月9日

新增71X路線，由澳門大學總站來往氹仔。
- 5月7日

於旗下多部巴士安裝電視機，播放由澳門龍漢電視廣播有限公司創辦的澳門巴士移動電視平台：HOT CHANNEL（濠頻道）。
- 8月29日

加密50X路線班次頻率，尖峰時段加密至每12至18分鐘一班，其餘時段則維持每20分鐘一班。N4路線的總站改由「工業園街」站發車。
- 9月1日

新增MT5路線，由湖畔大廈來往皇朝。
- 9月1-13日

開展「微笑服務周」活動，營造溫暖和諧工作氛圍。
- 10月:

購入20台宇通ZK6128HGE低地台大巴(5026-5045)，並於同年12月投入服務。令車隊數目增至300部。
- 11月18日

推出「澳門公共巴士」微信官方帳號及網站測試版，可查詢除特別路線外的路線實時到站資訊。澳門公共巴士網站版
- 12月

購入5台三菱扶桑Rosa小巴

### 2016年
- 1月12日

正式推出「澳門公共巴士」微信號及網站版。
- 1月19日

表示2016年計劃班次量同比再增加5%，積極配合政府重整巴士路線，事故發生率下降10%以及爭取巴士服務評鑑制度提升至77分。
- 2月1-2日

開展「迎春運安全日」活動，由公司管理人員率隊到站頭宣揚安全駕駛的概念，進行安全舉牌和張貼行車安全提示，提醒前線人員於新春期間必須注意交通安全和人流疏導管理事宜。
- 2月3日

調整21A路線，由黑沙海灘延伸至九澳油庫。
- 3月30-4月14日

引入宇通ZK6140HGA 13.7米柴油大巴和ZK6180HGAA 18米柴油鉸接大巴，後者更為澳門首次入口的鉸接型大巴，兩部巴士分別在白天及晚上在澳門路面進行測試，亦安排行駛包括1、3、3X、10及59路線等沿線，覆蓋關閘、媽閣、亞馬喇前地等大站，以及進出關閘地下巴士總站、亞馬喇前地等均順暢，結果比預期理想。
- 4-8月

引入12.48米長的澳洲AVASS BNE6125CBEV純電動巴士及BNE6125TBEV純電動旅遊巴士在澳門進行路試。
- 4月14日

新時代委托廣東省機電設備招標中心有限公司招標66部巴士，其中包括40部10.5-11米巴士，20部13.7米柴油巴士及6部18米鉸接巴士。
- 5月7日

調整3X路線回程取消行經提督馬路、巴波沙大馬路，改行經林茂塘、筷子基北灣直達關閘總站。
- 5月9日

新時代公佈66部新巴士中標名單，三批巴士第一中標候選人均由宇通客車獲得，按標書所有訂單由第一中標獲得。其中，13.7米巴士的第二中標候選人為中通客車，10.5-11米及18米鉸接巴士的第二中標候選人為北汽福田汽車。但後來新時代決定不再引入13.7米及18米巴士。
- 8月13日

因客量偏低，加上其行程與新福利72路線大致相同，所以71X路線停止營運。
- 8月20日

55路線的總站改由「蝴蝶谷大馬路總站」發車。
- 8月25日

新增E02路線，循環來往湖畔大廈及亞馬喇前地，與澳巴聯營。
- 8月29日

新增30X路線，循環來往李寶椿街及氹仔，只在週一至週六早繁忙時段服務。
- 9月30日

E02路線試運結束。
- 11月14日

新增E03路線，循環來往鴨涌河變電站及司打口，與澳巴聯營。同日8路線轉用中巴行駛，部分路段需要改道。新一批40部宇通ZK6115HG1巴士投入服務。
- 12月1日

新時代委托廣東省機電設備招標中心有限公司招標57部巴士，其中包括32部10.5-11米柴油巴士(第二中標人可承接8部)，25部11.5-12米CNG巴士。
- 12月18日

重組MT1、MT2路線。
- 12月19日

E03路線試運結束。

### 2017年
- 4月29日

59路線由原來的循環線改為雙向線。
- 6月19日

政府公報刊登行政長官於6月19日發出之《第72/2017號行政命令》，授予運輸工務司司長羅立文一切所需權力，以便以立約人身份，代表澳門特別行政區與澳門新時代公共汽車股份有限公司簽署有關道路集體客運公共服務——第2標段及第5標段批給合同的公證合同。合同有效期至2018年7月31日。
- 9月8日

新增3AX路線
- 11月10日

新增18B路線

### 2018年
- 5月

澳巴將於8月1日正式與新時代合併消息正式被澳巴和新時代在員工大會上宣布，澳巴與新時代將於5月14日召開新聞發布會，正式對外公布合併，而政府也於5月10日正式承認澳巴與新時代合併。
- 6月30日至8月31日

新增與新福利聯營的88T免費接駁路線。
- 8月1日

巴士業務正式與澳巴合併，統一以「澳巴」作為公司名稱。

### 轉營為出租車公司
- 2018年10月

交通事務局為 200 部 8 年期特別的士 (即電召的士) 競投，於2018年10月16日開標，「南光集團」以澳門新時代出租汽車股份有限公司入標，唯未能中標。
- 2020年6月16日

澳門中旅舉行澳門新時代出租汽車股份有限公司出租車業務啟動儀式。這標誌著澳門中旅本地公共交通業務拓展取得了新的突破，目前已經吸納了壹批個體經營者加入，按照發展定位和規劃將對推動澳門出租業加強管理、提高服務質量和助力澳門世界旅遊休閑中心建設有著重要的支撐作用。

## 財政援助
新時代合同為公共服務批給制度，政府不會向公司支付服務費，而票款收入歸該公司所有。因受低票價及轉乘優惠影響，政府會向公司提供財政援助。
同時財政援助亦與服務評鑑掛鈎：

- 少於50分：財政援助減1%
- 大於或等於50分且少於55分：財政援助減0.5%
- 大於或等於55分且少於60分：財政援助減0.25%
- 大於或等於60分：財政援助不變
- 大於或等於80分且少於90分：利潤上限由3%調升至3.5%
- 大於或等於90分：利潤上限由3.5%調升至4%

公司可向政府申請2016年及2017年各營運期的財政援助的調整，有關申請須於擬調整對應營運期的上一年7月份內向政府提出。
| 年度         | 分數 |
| ------------ | ---- |
| 2016年上半年 |      |
| 2015年下半年 |      |
| 2015年上半年 | 75.4 |
| 2014年第四季 | 70.5 |
| 2014年第三季 | 65.5 |

## 新時代退出營運時路線
新時代退出營運時共有34條路線，其中包括日間全日路線28條、繁忙路線4條、夜間路線1條及特別路線1條，佔全澳門42.9%的巴士路線網絡。每日開出近4000個班次，行走超過52000公里，載客超過200000人。
| 澳門半島區內線 | 澳門半島區內線          | 澳門半島區內線 | 澳門半島區內線 |
| 路線           | 起訖點                  | 途經 | 備註           |
| -------------- | ----------------------- | --- | -------------- |
| 1              | 媽閣 ↺ 巴波沙大馬路     | 媽閣開出： 媽閣 → 下環 → 司打口 → 十六浦 → 沙梨頭 → 水上街市 → 提督馬路 → 跑狗場 → 台山街市 → 新城市花園 → 巴波沙大馬路 → 紀念孫中山市政公園 → 逸園跑狗場 → 提督馬路 → 沙梨頭 → 十六浦 → 司打口 → 下環 → 媽閣 |                |
| 3              | 外港碼頭 ↺ 關閘馬路     | 外港碼頭開出： 外港碼頭 → 金蓮花廣場 → 蘭桂坊酒店 → 東方拱門 → 治安警察局 → 葡文學校 → 新馬路 → 十六浦 → 沙梨頭 → 提督馬路 → 台山平民新邨 → 提督馬路 → 沙梨頭 → 十六浦 → 新馬路 → 亞馬喇前地 → 葡京酒店 → 財神酒店 → 假日酒店 → 利澳酒店 → 理工學院 → 金龍酒店 → 外港碼頭                                                                      |                |
| 3A             | 司打口 ↺ 關閘           | 司打口開出： 司打口 → 新馬路 → 亞馬喇前地 → 葡京酒店 → 總統酒店 → 凱旋門 → 文化中心 → 金沙 → 金龍酒店 → 外港碼頭 → 南華新邨 → 建華大廈 → 關閘 → 祐漢街市 → 黑沙環公園 → 廣華新邨 → 東華新邨 → 外港碼頭 → 科學館 → 宋玉生公園 → 永利酒店 → 亞馬喇前地 → 新馬路 → 司打口                                                                         |                |
| 3AX            | 關閘 → 亞馬喇前地       | 關閘開出： 關閘 → 廣華新邨 → 東華新邨 → 宋玉生公園 → 永利酒店 → 亞馬喇前地 |                |
| 3X             | 亞馬喇前地 ↺ 關閘馬路   | 亞馬喇前地開出： 亞馬喇前地 → 新馬路 → 十六浦 → 林茂塘 → 關閘馬路 → 提督馬路 → 沙梨頭 → 十六浦 → 新馬路 → 亞馬喇前地 |                |
| 8              | 工業園街 ↔ 回力         | 工業園街開出： 工業園街 → 青洲總站 → 自來水公司 → 台山街市 → 三盞燈 → 塔石 → 水坑尾 → 亞馬喇前地 → 葡京酒店 → 總統酒店 → 凱旋門 → 文化中心 → 金沙 → 金龍酒店 → 海立方 → 回力 回力開出： 回力 → 科學館 → 宋玉生公園 → 永利酒店 → 財神酒店 → 水坑尾 → 聖味基墳場 → 鏡湖醫院 → 永樂戲院 → 渡船街 → 澳廣視 → 三角花園 → 台山街市 → 青洲 → 工業園街 |                |
| 8A             | 工業園街 ↺ 亞馬喇前地   | 工業園街開出： 工業園街 → 青洲總站 → 自來水公司 → 台山街市 → 幸運閣 → 盧廉若公園 → 塔石 → 水坑尾 → 亞馬喇前地 → 新馬路 → 十六浦 → 白鴿巢 → 鏡湖醫院 → 永樂戲院 → 渡船街 → 澳廣視 → 三角花園 → 台山街市 → 青洲 → 工業園街 |                |
| 10             | 媽閣 ↺ 巴波沙大馬路     | 媽閣開出： 媽閣 → 下環 → 司打口 → 新馬路 → 亞馬喇前地 → 葡京酒店 → 財神酒店 → 假日酒店 → 利澳酒店 → 理工學院 → 金龍酒店 → 望廈社屋 → 新城市花園 → 巴波沙大馬路 → 祐漢第一街 → 龍園 → 望廈社屋 → 外港碼頭 → 金蓮花廣場 → 蘭桂坊酒店 → 東方拱門 → 澳門廣場 → 新馬路 → 司打口 → 下環 → 媽閣                                                       |                |
| 10A            | 外港碼頭 ↔ 媽閣         | 外港碼頭開出： 外港碼頭 → 漁人碼頭 → 科學館 → 宋玉生公園 → 永利酒店 → 亞馬喇前地 → 新馬路 → 司打口 → 下環 → 媽閣 媽閣開出： 媽閣 → 下環 → 司打口 → 新馬路 → 亞馬喇前地 → 葡京酒店 → 財神酒店 → 宋玉生公園 → 文化中心 → 金沙 → 金龍酒店 → 外港碼頭                                                                                              |                |
| 10B            | 馬場大馬路 ↺ 南灣       | 馬場大馬路開出： 馬場大馬路 → 祐漢街市 → 黑沙環公園 → 廣華新邨 → 東華新邨 → 外港碼頭 → 金蓮花廣場 → 蘭桂坊酒店 → 東方拱門 → 澳門廣場 → 亞馬喇前地 → 葡京酒店 → 財神酒店 → 假日酒店 → 利澳酒店 → 理工學院 → 金龍酒店 → 外港碼頭 → 澳門日報 → 海濱花園 → 建華大廈 → 祐漢街市 → 馬場大馬路                                                        |                |
| 10X            | 祐漢第一街 → 亞馬喇前地 | 祐漢第一街開出： 祐漢第一街 → 龍園 → 望廈社屋 → 外港碼頭 → 金蓮花廣場 → 蘭桂坊酒店 → 東方拱門 → 亞馬喇前地 |                |
| 18             | 牧場街 ↔ 媽閣           | 永定街開出： 牧場街 → 永定街 → 祐漢街市 → 黑沙環公園 → 廣華新邨 → 東華新邨 → 濠江中學 → 二龍喉公園 → 塔石 → 水坑尾 → 葡文學校 → 南灣 → 旅遊塔 → 風順堂 → 海事及水務局 → 媽閣 媽閣開出： 媽閣 → 下環 → 司打口 → 新馬路 → 營地大街 → 草堆街 → 十月初五街 → 白鴿巢 → 鏡湖醫院 → 觀音堂 → 澳門日報 → 海濱花園 → 建華大廈 → 祐漢街市 → 牧場街       |                |
| 18B            | 永定街 ↔ 媽閣           | 永定街開出： 永定街 → 祐漢街市 → 黑沙環公園 → 廣華新邨 → 東華新邨 → 濠江中學 → 二龍喉公園 → 塔石 → 水坑尾 → 葡文學校 → 南灣 → 旅遊塔 → 媽閣 媽閣開出： 媽閣 → 下環 → 司打口 → 十六浦 → 白鴿巢 → 鏡湖醫院 → 觀音堂 → 澳門日報 → 海濱花園 → 建華大廈 → 祐漢街市 → 永定街                                                                         |                |
| 23             | 青洲 ↺ 旅遊塔           | 青洲開出： 青洲 → 跨境工業區 → 自來水公司 → 跑狗場 → 觀音堂 → 二龍喉公園 → 金蓮花廣場 → 蘭桂坊酒店 → 宋玉生公園 → 永利酒店 → 亞馬喇前地 → 南灣 → 立法會 → 旅遊塔 → 政府總部 → 亞馬喇前地 → 葡京酒店 → 總統酒店 → 凱旋門 → 宋玉生公園 → 高士德 → 運順新邨 → 跑狗場 → 青葱大廈 → 跨境工業區 → 青洲                                               |                |
| 27             | 青洲 ↺ 黑沙環           | 青洲開出： 青洲 → 跨境工業區 → 青葱大廈 → 巴坡沙體育中心 → 新城市花園 → 翡翠廣場 → 黑沙環公園 → 保利達花園 → 君悅灣 → 關閘 → 祐漢第一街 → 台山街市 → 青葱大廈 → 跨境工業區 → 青洲 |                |
| 28B            | 青洲 ↺ 媽閣廟           | 青洲開出： 青洲 → 跨境工業區 → 台山街市 → 龍園 → 望廈社屋 → 外港碼頭 → 金蓮花廣場 → 蘭桂坊酒店 → 東方拱門 → 中華廣場 → 南灣 → 風順堂 → 海事及水務局 → 媽閣 → 西灣 → 南灣 → 葡京酒店 → 財神酒店 → 假日酒店 → 利澳酒店 → 理工學院 → 金龍酒店 → 望廈社屋 → 台山街市 → 青洲                                                                        |                |
| 29             | 青洲 ↺ 東方拱門         | 青洲開出： 青洲 → 跨境工業區 → 台山街市 → 龍園 → 望廈社屋 → 外港碼頭 → 金蓮花廣場 → 蘭桂坊酒店 → 東方拱門 → 葡京酒店 → 財神酒店 → 假日酒店 → 利澳酒店 → 理工學院 → 金龍酒店 → 望廈社屋 → 台山街市 → 青洲 |                |
| H1             | 山頂醫院 ↺ 水坑尾       | 山頂醫院開出： 山頂醫院 → 加思欄花園 → 山頂醫院急診大樓 → 東望洋斜巷 → 水坑尾 → 亞馬喇前地 → 葡京酒店 → 山頂醫院 |                |
| N4             | 工業園街 ↔ 筷子基北灣   | 工業園街開出： 工業園街 → 青葱大廈 → 筷子基北灣 筷子基北灣開出： 筷子基北灣 → 青葱大廈 → 工業園街 |                |

| 澳門半島往返離島線 | 澳門半島往返離島線        | 澳門半島往返離島線 | 澳門半島往返離島線 |
| 路線               | 起訖點                    | 途經 | 備註               |
| ------------------ | ------------------------- | --- | ------------------ |
| 11                 | 媽閣 ↺ 氹仔               | 媽閣開出： 媽閣 → 下環 → 司打口 → 新馬路 → 亞馬喇前地 → 嘉樂庇總督大橋 → 海洋花園 → 賽馬會 → 南新花園 → 濠景花園 → 鴻發花園 → 大中華廣場 → 泉亮花園 → 泉悅花園 → 官也街 → 地堡街 → 澳門運動場 → 花城公園 → 湖畔大廈 → 旅遊學院氹仔校區 → 城市大學 → 北京王府大飯店 → 嘉樂庇總督大橋 → 亞馬喇前地 → 新馬路 → 司打口 → 下環 → 媽閣                                  |                    |
| 21A                | 媽閣 ↔ 九澳油庫           | 媽閣開出： 媽閣 → 下環 → 司打口 → 新馬路 → 亞馬喇前地 → 嘉樂庇總督大橋 → 麗景灣酒店 → 格蘭酒店 → 新濠天地 → 金沙城中心 → 路氹邊檢大樓 → 石排灣公屋群 → 路環市區 → 竹灣 → 黑沙 → 九澳油庫 九澳油庫開出： 九澳油庫 → 黑沙 → 竹灣 → 路環市區 → 石排灣公屋群 → 路氹邊檢大樓 → 威尼斯人 → 大潭山一號 → 寶龍花園 → 嘉樂庇總督大橋 → 亞馬喇前地 → → 司打口 → 下環 → 媽閣 |                    |
| 28A                | 外港碼頭 ↺ 氹仔           | 外港碼頭開出： 外港碼頭 → 金蓮花廣場 → 蘭桂坊酒店 → 東方拱門 → 亞馬喇前地 → 嘉樂庇總督大橋 → 麗景灣酒店 → 大中華廣場 → 泉亮花園 → 泉悅花園 → 官也街 → 地堡街 → 澳門運動場 → 賽馬會 → 花城公園 → 寶龍花園 → 嘉樂庇總督大橋 → 亞馬喇前地 → 葡京酒店 → 財神酒店 → 假日酒店 → 利澳酒店 → 理工學院 → 金龍酒店 → 外港碼頭                                               |                    |
| 30                 | 李寶椿街 ↺ 氹仔           | 李寶椿街開出： 李寶椿街 → 祐漢街市 → 望廈社屋 → 海濱花園 → 友誼大橋 → 海灣花園 → 湖畔公園 → 官也街 → 地堡街 → 澳門運動場 → 賽馬會 → 濠景花園 → 鴻發花園 → 北京王府大飯店 → 濠景花園 / 南新花園 → 花城公園 → 湖畔大廈 → 海灣花園 → 友誼大橋 → 南華新邨 → 建華大廈 → 祐漢街市 → 紀念孫中山市政公園 → 李寶椿街                                                       |                    |
| 30X                | 關閘 ↺ 氹仔               | 關閘開出： 關閘 → 友誼大橋 → 海灣花園 → 湖畔公園 → 嘉樂庇總督馬路 → 望德聖母灣馬路 → 賽馬會 → 氹仔電訊 → 嘉樂庇總督大橋 → 亞馬喇前地 → 財神酒店 → 假日酒店 → 宋玉生公園 → 文化中心 → 金沙 → 南華新邨 → 建華大廈 → 祐漢街市 → 關閘 |                    |
| 50                 | 亞馬喇前地 ↔ 路環市區     | 亞馬喇前地開出： 亞馬喇前地 → 嘉樂庇總督大橋 → 麗景灣酒店 → 格蘭酒店 → 科技大學 → 新濠天地 → 保齡球中心 → 東亞運動會體育館 → 路氹邊檢大樓 → 石排灣社區 → 石排灣公園 → 路環市區 路環市區開出： 路環市區 → 石排灣公園 → 石排灣社區 → 路氹邊檢大樓 → 保齡球中心 → 新濠天地 → 大潭山一號 → 寶龍花園 → 嘉樂庇總督大橋 → 亞馬喇前地                                     |                    |
| 50B                | 亞馬喇前地 ↔ 駕考中心     | 亞馬喇前地開出： 亞馬喇前地 → 嘉樂庇總督大橋 → 麗景灣酒店 → 格蘭酒店 → 科技大學 → 科大醫院 → 駕考中心 駕考中心開出：駕考中心 → 新濠天地 → 大潭山一號 → 寶龍花園 → 嘉樂庇總督大橋 → 亞馬喇前地 |                    |
| 55                 | 蝴蝶谷大馬路 ↺ 媽閣       | 蝴蝶谷大馬路開出： 蝴蝶谷大馬路 → 石排灣社區 → 澳大河隧行人入口 → 路氹城生態保護區 → 百老匯 → 皇庭海景酒店 → 西灣大橋 → 下環 → 司打口 → 下環 → 媽閣 → 西灣大橋 → 銀河 → 路氹城生態保護區 → 凱撒高爾夫球場俱樂部 → 石排灣社區 → 蝴蝶谷大馬路 |                    |
| 59                 | 關閘 ↔ 聯生工業邨         | 關閘開出： 關閘 → 友誼大橋 → 輕軌車廠 → 蓮花路 → 聯生工業邨 聯生工業邨開出： 聯生工業邨 → 蓮花路 → 輕軌車廠 → 友誼大橋 → 關閘 |                    |
| 71                 | 澳門大學 ↔ 亞馬喇前地     | 澳門大學開出： 澳門大學總站 → 澳大行政樓 → 澳大大學會堂 → 澳大圖書館 → 澳大研究生宿舍 → 澳大河隧 → 百老匯 → 嘉樂庇總督大橋 → 亞馬喇前地 亞馬喇前地開出： 亞馬喇前地 → 嘉樂庇總督大橋 → 海洋花園 → 澳大河隧 → 澳大研究生宿舍 → 澳大大學展館 → 澳大大學會堂 → 澳大綜合體育館 → 澳門大學總站                                                                         |                    |
| MT1                | 城市日前地 ↺ 澳門機場     | 城市日前地開出： 城市日前地 → 亞馬喇前地 → 嘉樂庇總督大橋 → 泉亮花園 → 湖畔大廈 → 澳門運動場 → 銀河 → 威尼斯人 → 科技大學 → 科大醫院 → 氹仔客運碼頭 → 澳門機場 → 科大醫院 → 威尼斯人 → 銀河 → 澳門運動場 → 花城公園 → 寶龍花園 → 嘉樂庇總督大橋 → 亞馬喇前地 → 城市日前地                                                                                         |                    |
| MT2                | 城市日前地 ↺ 運動場圓形地 | 城市日前地開出： 城市日前地 → 亞馬喇前地 → 嘉樂庇總督大橋 → 海洋花園 → 布拉干薩街 → 海洋花園 → 嘉樂庇總督大橋 → 亞馬喇前地 → 城市日前地 |                    |
| MT5                | 湖畔大廈 ↺ 皇朝           | 湖畔大廈開出： 湖畔大廈 → 寶龍花園 → 氹仔中央公園 → 濠景花園 → 新濠鋒 → 嘉樂庇總督大橋 → 亞馬喇前地 → 城市日前地 → 宋玉生廣場 → 亞馬喇前地 → 嘉樂庇總督大橋 → 氹仔中央公園 → 賽馬會 → 濠景花園 → 泉亮花園 → 湖畔大廈 |                    |

| 離島區內線 | 離島區內線              | 離島區內線 | 離島區內線 |
| 路線       | 起訖點                  | 途經 | 備註       |
| ---------- | ----------------------- | --- | ---------- |
| 35         | 蘇利安圓形地 ↺ 駕考中心 | 蘇利安圓形地開出： 蘇利安圓形地 → 海洋花園 → 北京王府大飯店 → 泉亮花園 → 湖畔大廈 → 澳門運動場 → 銀河 → 威尼斯人 → 科技大學 → 科大醫院 → 駕考中心 → 新濠天地 → 威尼斯人 → 銀河 → 澳門運動場 → 濠景花園 → 鴻發花園 → 菩提園 → 賽馬會 → 海洋花園 → 蘇利安圓形地 |            |
| 36         | 蘇利安圓形地 ↺ 澳門機場 | 蘇利安圓形地開出： 蘇利安圓形地 → 海洋花園 → 賽馬會 → 中央公園 → 泉亮花園 → 湖畔大廈 → 海灣花園 → 出入境事務廳 → 氹仔客運碼頭 → 澳門機場 → 科大醫院 → 科技大學 → 大潭山一號 → 泉悅花園 → 湖畔大廈 → 中央公園 → 濠景花園 → 賽馬會 → 海洋花園 → 蘇利安圓形地    |            |

| 節日或指定日子特別線 | 節日或指定日子特別線 | 節日或指定日子特別線                                         | 節日或指定日子特別線                                 |
| 路線                 | 起訖點               | 途經                                                         | 備註                                                 |
| -------------------- | -------------------- | ------------------------------------------------------------ | ---------------------------------------------------- |
| 31                   | 綜藝館 ↺ 外港碼頭    | 綜藝館開出： 綜藝館 → 外港碼頭 → 綜藝館                      | 僅於大賽車期間服務                                   |
| 88T                  | 旅遊塔 ↺ 司打口      | 旅遊塔／行車隧道開出： 旅遊塔 → 媽閣總站 → 河邊新街 → 旅遊塔 | 僅於2018年6月30日至8月31日的新馬路下水道工程期間服務 |

：該標誌為該路線使用無障礙巴士。

## 包車路線
新時代退出營運時主要行走的包車路線有︰
新濠鋒、新濠天地員工車接駁(與澳巴合辦)︰
A1、A2、R1、R2
金沙城中心及威尼斯人員工車接駁(與澳巴合辦)︰
M1-S、M1-S+M3-S、M2-S、M4-S、M7-S、M8-C
新濠影匯員工車接駁(與澳巴合辦)︰
Q6
巴黎人員工車接駁(與澳巴合辦)︰
M1-P
賭場專車(只在農曆新年服務)︰
關閘-新濠天地、關閘-新濠影匯、關閘-威尼斯人、關閘-美高梅/永利澳門、蓮花口岸-威尼斯人
立法會專車(只在立法會開放日服務)︰
南灣-立法會

## 新時代車隊
政府向新時代車隊作出以下限制：
| 類型                                                      | 柴油巴士 | 油電混合巴士 | 純電動巴士 | 天然氣巴士 |
| 車齡(年)                                                  | 9        | 9            | 3          | 6          |
| 2014年7月起新購置巴士除小巴外，其餘必須屬一踏低地台設計。 |          |              |            |            |
| 車隊中10%車輛須具備輪椅停靠位置及相關配套設施。           |          |              |            |            |

- 截自2017年12月31日，新時代共有巴士397部，平均車齡為3.78年，低地台及無障礙車隊佔60%，是澳門3間巴士公司中低地台巴士比例最高的一間。
- 低地台巴士：239輛
- 非低地台巴士：163輛

| 新時代退出營運時营运公共巴士車隊 | 新時代退出營運時营运公共巴士車隊 | 新時代退出營運時营运公共巴士車隊 | 新時代退出營運時营运公共巴士車隊 | 新時代退出營運時营运公共巴士車隊                     | 新時代退出營運時营运公共巴士車隊 | 新時代退出營運時营运公共巴士車隊 | 新時代退出營運時营运公共巴士車隊 | 新時代退出營運時营运公共巴士車隊 | 新時代退出營運時营运公共巴士車隊 | 新時代退出營運時营运公共巴士車隊                                                      | 新時代退出營運時营运公共巴士車隊 |
| -------------------------------- | -------------------------------- | -------------------------------- | -------------------------------- | ---------------------------------------------------- | -------------------------------- | -------------------------------- | -------------------------------- | -------------------------------- | -------------------------------- | ------------------------------------------------------------------------------------- | --- |
| 圖片                             | 型號                             | 產地                             | 車種                             | 車隊編號                                             | 總數                             | 現役                             | 投入服務年份                     | 車長(米)                         | 載客量                           | 行走路線                                                                              | 備註 |
|                                  | 宇通 ZK6770HG                    | 中国河南省鄭州市                 | 小巴                             | 1001-1088                                            | 88                               | 86                               | 2011.8                           | 7.035                            | 35 （座17、企18）                | 8A、18、18B、21A、28B、29、35、36、H1                                                 | - 原維澳蓮運車隊 - 俗稱「村村通」 - 所有頭牌顏色改為橙黃色，但側牌、尾牌仍然不變。 - 1049,1082為訓練巴士。 |
|                                  | 宇通 ZK6902HG                    | 中国河南省鄭州市                 | 中巴                             | 2001-2070                                            | 70                               | 69                               | 2011.8                           | 9.586                            | 66 （座26、企40）                | 8、11、23、27、28A、50B、88T、MT5、N4                                                 | - 原維澳蓮運車隊 - 所有頭牌顏色改為橙黃色，但側牌、尾牌仍然不變。 - 2001為訓練巴士。 |
|                                  | 宇通 ZK6118HGE                   | 中国河南省鄭州市                 | 低地台大巴                       | 3070、3071、3072、3073、3074、3075、3076、3077、3087 | 87                               | 9                                | 2011.8                           | 10.59                            | 68 （座28、企40）                | 3A、3AX、10A、10B、27、30(尖峰時段)、59                                               | - 原維澳蓮運車隊 - 所有頭牌顏色改為橙黃色，但側牌、尾牌仍然不變。 - 3001-3069、3078-3086為非營運巴士。 - 退出營運時僅剩下3070-3077、3087仍屬營運車隊。 - 3013、3016、3022、3025-3027、3047、3057、3079曾於2017年下半年復出行駛10A路線，但於2018年3月底再次退出營運。 |
|                                  | 宇通 ZK6118HGE                   | 中国河南省鄭州市                 | 低地台大巴                       | 3088-3097、3170-3190                                 | 10新時代+ 21澳巴                 | 23                               | 2014.11                          | 10.84                            | 75 （座26、企49）                | 間中會行走的路線/額外補充： 3、10、10B、30、59 經常行走： 3A、10A                     | - 因超出限重規定，被禁止行走嘉樂庇總督大橋。 - 其中3170-3190原屬澳巴，於2017年10月加入新時代。 - 退出營運時僅剩下3088-3097、3170-3174、3179、3181-3183、3187-3190仍屬新時代車隊。                                                                                    |
|                                  | 宇通 ZK6115HG1                   | 中国河南省鄭州市                 | 低地台大巴                       | 3098-3137                                            | 40                               | 14                               | 2016.11                          | 10.84                            | 70 （座26、企44）                | 間中會行走的路線/額外補充： 3A、10B、50、59、MT1、MT2 經常行走： 30、30X              | - 車頭採用鷹眼設計。 - 3098-3123提早於2017年10月至11月份轉往澳巴服役。 - 受舊大橋限重規定，2017年12月起，企位數由原來的44人減少一個至43人 |
|                                  | 宇通 ZK6128HGE                   | 中国河南省鄭州市                 | 低地台大巴                       | 5001-5050                                            | 45新時代+ 5澳巴                  | 50                               | 2014.12 / 2015.12                | 11.99                            | 84 （座26、企58）                | 3、3X、10、10X、59                                                                    | - 其中5026-5045為第2批次巴士，駕駛區域增設玻璃圍門。 - 其中5046-5050原屬澳巴，於2017年10月加入新時代。 - 因超出限重規定，被禁止行走嘉樂庇總督大橋。 |
|                                  | 宇通 ZK6105HG                    | 中国河南省鄭州市                 | 低地台大巴                       | 3138-3161                                            | 24                               | 24                               | 2017.8                           | 10.84                            | 70 （座26、企44）                | 間中會行走的路線/額外補充： 3A、3AX、10、10B、30X、59 經常行走： 30、50、71、MT1、MT2 | - 車頭採用鷹眼設計(與ZK6115HG1車頭一樣)。 - 車尾牌箱較闊，除了顯示路線號碼外，能同時顯示目的地、巴士運行狀態等資訊 - 受舊大橋限重規定，2018年起，企位數由原來的44人減少一個至43人                                                                                    |
|                                  | 宇通 ZK6125HNG                   | 中国河南省鄭州市                 | 低地台天然氣大巴 CNG             | 6001-6025                                            | 25                               | 25                               | 2017.9                           | 11.99                            | 83 （座26、企57）                | 1、55                                                                                 | - 車廂布局、外觀及車身與宇通ZK6128HGE一樣 - 因超出限重規定，被禁止行走嘉樂庇總督大橋。 - 為配合兩巴合併，6021和6025於2018年6月轉為澳巴色彩。 |
|                                  | 廈門金旅 XML6105J15 A/T          | 中国福建省廈門市                 | 低地台大巴                       | 3162-3169                                            | 8                                | 8                                | 2017.12                          | 10.84                            | 72 （座28、企44）                | 間中會行走的路線/額外補充： 3、3AX、3X、59、MT2 經常行走： 10B                        | - 使用金旅客車全新車頭前臉造型。 - 受舊大橋限重規定，2018年，企位數由原來的44人減少一個至43人 |
|                                  | 三菱扶桑 Rosa BE641J             | 日本                             | 小巴                             | 1089-1093                                            | 5                                | 5                                | 2016                             | 7.73                             | 35 （座20、企15）                | 28B                                                                                   | 首批達到歐盟5期排放標準巴士。 |

| 新时代退出營運時非營運公共巴士車隊 | 新时代退出營運時非營運公共巴士車隊 | 新时代退出營運時非營運公共巴士車隊 | 新时代退出營運時非營運公共巴士車隊 | 新时代退出營運時非營運公共巴士車隊 | 新时代退出營運時非營運公共巴士車隊 | 新时代退出營運時非營運公共巴士車隊 | 新时代退出營運時非營運公共巴士車隊 | 新时代退出營運時非營運公共巴士車隊 | 新时代退出營運時非營運公共巴士車隊 | 新时代退出營運時非營運公共巴士車隊 |
| ---------------------------------- | ---------------------------------- | ---------------------------------- | ---------------------------------- | ---------------------------------- | ---------------------------------- | ---------------------------------- | ---------------------------------- | ---------------------------------- | ---------------------------------- | --- |
| 圖片                               | 型號                               | 產地                               | 車種                               | 車隊編號                           | 總數                               | 現役量                             | 投入服務年份                       | 車長（米）                         | 載客量                             | 備註 |
|                                    | 宇通 ZK6118HGE                     | 中国河南省鄭州市                   | 低地台大巴                         | 3001-3069、3078-3086               | 87                                 | 78                                 | 2011.8                             | 10.59                              | 68 （座28、企40）                  | - 原維澳蓮運車隊 - 所有頭牌顏色改為橙黃色，但側牌、尾牌仍然不變。 - 3013、3016、3022、3025-3027、3047、3057、3079曾於2017年下半年復出行駛10A路線，但於2018年3月底再次退出營運。 |
|                                    | 宇通 ZK6770HG                      | 中国河南省鄭州市                   | D1牌小巴                           | 1049,1082                          | 88                                 | 2                                  | 2011.8                             | 7.035                              | 35 （座17、企18）                  | - 原維澳蓮運車隊 - 俗稱「村村通」 - 所有頭牌顏色改為橙黃色，但側牌、尾牌仍然不變。 - 自動波訓練巴士。                                                                           |
|                                    | 宇通 ZK6902HG                      | 中国河南省鄭州市                   | D1牌中巴                           | 2001                               | 70                                 | 1                                  | 2011.8                             | 9.586                              | 66 （座26、企40）                  | - 原維澳蓮運車隊 - 所有頭牌顏色改為橙黃色，但尾牌仍然不變，原有的側牌已被拆除。 - 自動波訓練巴士。                                                                              |
|                                    | 三菱扶桑 Rosa BE439F               | 日本                               | D1牌小巴                           | 未有                               | 1                                  | 1                                  | 2016<                              | 6.95                               | 座位:21                            | 二手手動波訓練巴士。 |

| 新時代測試車隊 | 新時代測試車隊    | 新時代測試車隊   | 新時代測試車隊   | 新時代測試車隊 | 新時代測試車隊 | 新時代測試車隊                  | 新時代測試車隊 | 新時代測試車隊             | 新時代測試車隊 | 新時代測試車隊 |
| -------------- | ----------------- | ---------------- | ---------------- | -------------- | -------------- | ------------------------------- | -------------- | -------------------------- | --- | -------------- |
| 圖片           | 型號              | 產地             | 車種             | 車隊編號       | 數量           | 測試日期                        | 車長(米)       | 載客量                     | 備註 |                |
|                | 宇通 ZK6140HGA    | 中国河南省鄭州市 | 低地台大巴       | 未有           | 1              | 2016.3.30-4.14                  | 13.695         | 座位︰35 企位︰0 總︰35    | 此車原為鄭州宇通廠通勤車，不設企位，在車身載客量及銘牌亦沒有顯示設有企位，而新時代則稱該車企位可載84人，總載客量達119人。該車以3門設計，在2016年3月30日，新時代租借此車在澳門路試為期約2周。       |                |
|                | 宇通 ZK6180HGAA   | 中国河南省鄭州市 | 低地台鉸接大巴   | 未有           | 1              | 2016.3.30-4.14                  | 18.0           | 座位︰41 企位︰112 總︰153 | 此車原為烏魯木齊BRT樣板車，從未投入服務，以4門設計，在2016年3月30日，新時代租借此車在澳門路試為期約2周。新福利亦有向新時代借出此車進行路試                                                         |                |
|                | 青年 JNP6772GR    | 中国浙江省金華市 | 低地台小巴       | 未有           | 1              | 2018.2                          | 7.7            | 座位︰14                   | 樣版車，新時代租借此車在澳門路試，澳巴及新福利亦有向新時代借出此車進行路試。 |                |
|                | AVASS BNE6125CBEV |                  | 低地台純電動大巴 | 未有           | 1              | 2016.8.25-9.24 2016.11.14-12.19 | 12.48          | 81 （座42、企39）          | 採用澳洲當地巴士標準設計，故中門採用窄身車門。其電池及組件則是於中國浙江湖州製造。該車曾從悉尼開往墨爾本，全長約811公里，為世界上可行駛最遠及續航力最高的純電動巴士。曾行走路線：E02路線 → E03路線 |                |

- 有  標誌，表示屬於低地台巴士及設有無障礙設施。
- 有  標誌，表示設有Hot Channel移動電視。

## 車隊編號
新時代巴士的車隊編號由四位數字構成。
| 編號開頭 | 數字組成 | 代表                   | 序號      | 出現時間   |
| -------- | -------- | ---------------------- | --------- | ---------- |
| 1        | 0××      | 小巴(7.0-8.9米)        | 1001-1093 | 2014年7月  |
| 2        | 0××      | 中巴(9.0-10.4米)       | 2001-2070 | 2014年7月  |
| 3        | ×××      | 大巴(10.5-11.4米)      | 3001-3190 | 2014年7月  |
| 5        | 0××      | 大巴(11.5-12米)        | 5001-5050 | 2014年12月 |
| 6        | 0××      | 天然氣大巴(11.5-12米)  | 6001-6025 | 2017年9月  |
| 8        | 0××      | 後勤車隊(工程車、貨車) | 8001-8018 | 2014年7月  |

## 交通意外
新時代雖在2014年7月1日接管破產的維澳蓮運，但由於接管維澳蓮運大批性能較差的巴士，因此營運初期仍事故頻生。 (粗體為致命事故)
2014年
- 7月6日，一輛8A路線的「宇通」ZK6770HG小巴（編號：1004，車牌：MP-55-87）上午近十時半，於沙欄仔街發生故障，一度傳出車頭冒煙，無人受傷。[10]

- 7月10日，一輛30路線的「宇通」ZK6118HGE大巴晚上約六時半，於東北大馬路與黑沙環新街交界時急刹。六名乘客受傷，送院治理。，送院治理。[11]

- 7月12日，一輛30路線的「宇通」ZK6118HGE大巴（編號：3061，車牌：MP-59-09）上午近九時半，於馬場北大馬路，一輛旅遊巴撞向一輛電單車，再撞向新時代巴士，巴士分別車頭和車尾凹陷，倒後鏡飛脫。電單車司機受傷，送院治理。[12]

- 7月21日，一輛28BX路線的「宇通」ZK6770HG小巴（編號：1051，車牌：MP-54-79）下午近二時，於鴨涌馬路，懷疑有乘客遺留在車廂的手機充電器過熱，突然起火爆炸。無人受傷。[13]

- 9月4日，一輛50路線的「宇通」ZK6902HG中巴（編號：2045，車牌：MP-61-25）中午十二時四十五分，於史伯泰/麗景灣巴士站，懷疑不小心，導致車頭左上方的後視鏡撞到巴士站上蓋，車長送院治理。[14]

- 9月4日，一輛36路線的「宇通」ZK6770HG小巴下午約二時，於湖畔大廈巴士站，懷疑撞及一名男子，須送院治理。交通警調查該男子有否使用斑馬線過馬路。[14]

- 9月4日，一輛3A路線的「宇通」ZK6902HG中巴（編號：2040，車牌：MP-62-15）下午約六時十分，於關閘總站出車時欲超越前方巴士，懷疑剎掣時踩錯油門，導致巴士失控向右前方狂飆，擋風玻璃應聲碎裂。十二名乘客受輕傷，送院治理。[14]

- 9月15日，一輛30路線的「宇通」ZK6118HGE大巴（編號：3079，車牌：MP-59-32）上午約十一時，於馬揸度博士大馬路，失控衝上分隔兩行車線的花圃，車頭損毀，花圃石塊飛射，擊中另一部行經的新福利巴士車身，無人受傷。[15]

- 9月15日，一輛8A路線的「宇通」ZK6770HG小巴下午近一時，於俾利喇街，被後方澳巴撞到，新時代巴士車尾凹陷。澳巴三名乘客受輕傷，無人受傷。[15]

- 10月5日，一輛28B路線的「宇通」ZK6770HG小巴（編號：1020，車牌：MP-49-03），於慕拉士大馬路，撞及一名女子，須送院治理。消息指，受傷女途人疑沒有使用過路設施。[16]

- 10月10日，一輛3路線的「宇通」ZK6118HGE大巴（編號：3049，車牌：MP-57-70）上午約八時，於高美士街，撞及一名少女，須送院治理。經警方初步調查後，該少女正使用斑馬線橫過馬路，惟有人無讓先。[17]

- [18]

- 11月15日，一輛10路線的「宇通」ZK6118HGE大巴上午約十時，於拱形馬路，撞及一名男子，須送院治理。現場消息指男途人當時滿身酒氣，懷疑有人跨越行人路圍欄強行橫過馬路釀成意外。[19]

- 12月16日，一輛10B路線的「宇通」ZK6902HG中巴下午約二時，於南灣大馬路，懷疑與一輛單車發生碰撞，騎單車青年稱巴士撞其車尾，巴士司機稱單車突然過線釀成意外，單車青年受傷，送院治理。[20]

- 12月16日，一輛「宇通」ZK6902HG中巴下午約三時半，於宋玉生廣場，一輛電單車懷疑受到地面砂石影響，導致車輛失控自炒，倒向相鄰新時代巴士，電單車司機受輕傷，送院治理。[20]

- 12月31日，一輛28B路線的「宇通」ZK6770HG小巴（編號：1040，車牌：MP-54-20）上午約七時，於高美士街，撞及一名男子，須送院治理。治安警表示，疑有人與家人爭執並情緒激動，突然衝出馬路致被車撞倒。[21]

2015年
- 1月18日，一輛71路線的「宇通」ZK6118HGE大巴（編號：3085，車牌：MP-59-06）下午二時許，於澳氹大橋氹仔橋頭，撞及一名男子，須送院治理。巴士司機報稱當時有人突然在橋頭走出馬路，剎掣不及釀成意外。[22]

- 2月27日，一輛30路線的「宇通」ZK6118HGE大巴（編號：3053，車牌：MP-57-67）晚上十時許，於慕拉士大馬路，撞及一名女子，須送院治理。[23]

- 3月5日，一輛8路線的「宇通」ZK6770HG小巴下午約一時，於荷蘭園大馬路與沙嘉都喇街交界，與一輛電單車相撞，電單車司機須送院治理。[24]

- 3月19日，一輛正進行路線培訓的「宇通」ZK6770HG小巴下午約四時，於卑第巷轉入風順堂街時，車身撞上路邊鐵柱，4人受傷。[25]

2016年
- 6月17日，一輛的士疑越過火線，與新時代一輛11路線的「宇通」ZK6902HG中巴（編號：2056，車牌：MP-59-41）迎頭猛撞，巴士失控衝前約七十米，直鏟左邊行人路，擦過橋欄險墮海。的士女司機及男乘客輕傷，自行離開的士待救。巴士車門被橋欄阻擋，男司機及四名女乘客驚魂甫定後被困車廂，須由消防員救出。的士女司機及男乘客送院治理。[26]

2018年
- 2018年1月10日，一部行走8路線的新時代「宇通」ZK6902HG中巴(編號：2055，車牌：MP-62-03)駛到俾利喇街與飛能便度街交界時，巴士懷疑油門失控與四輛私家車相撞後並撞到途人，事件做成一名60多歲的女途人頭部大量出血變形，身受重傷，送往山頂醫院時無呼吸心跳，其後證實不治。另外造成一名54歲私家車司機受傷，在消防拯救期間一度被困。[27] 事後，交通事務局要求三間巴士公司包括新時代要求所有兼職車長停工，甚至要求轉職至全職或選擇辭職，引起社會重大迴響。事件到2018年6月3日，三間巴士公司恢復共46名兼職車長職務才告一段落。[28]

## 備註
1. ↑  MW-35-87在2016年5月23日投入服務前編號為1093，後改為1091。
2. ↑  原於1997年投入服務。
3. ↑  此車原為鄭州宇通廠通勤車，不設企位，在車身載客量及銘牌亦沒有顯示設有企位，而新時代則稱該車企位可載84人。
4. ↑  此車原為鄭州宇通廠通勤車，不設企位，在車身載客量及銘牌亦沒有顯示設有企位，總載客量達119人。

## 外部連結
- （繁體中文）澳門新時代公共汽車股份有限公司
- （繁體中文）澳門特別行政區政府交通事務局